# Motuloa (Funafuti)
Motuloa ist eine winzige langgezogene Riffinsel im südlichsten Riffsaum des Atolls Funafuti, Tuvalu.

## Geographie
Die Insel bildet die Südwestspitze des Riffsaums. Die nächstgelegenen Motu sind Motugie im Westen und Telele im Osten.